# ارواین ۶۸۲۵
سیارک ۶۸۲۵ (به انگلیسی: 6825 Irvine، نامگذاری:1988TJ2) شش هزار و هشتصد و بیست و پنجمین سیارک کشف شده‌است که در ۴ اکتبر ۱۹۸۸ کشف شد.
قدر مطلق سیارک برابر ۱۳٫۹۰ است.